# Peter McCullough
Peter Rankin McCullough, conegut com a Peter McCullough, (20 agost 1964, Providence, Rhode Island, EUA) és un astrofísic estatunidenc.
McCullough realitzà els estudis primaris a una escola pública de Massachusetts i els secundaris a la Athens Drive High School de Carolina del Nord. Es llicencià en física el 1986 a la Universitat de Carolina del Nord a Chapel Hill i es doctorà a la Universitat de Califòrnia a Berkeley el 1993. Una vegada doctorat seguí un curs post-doctoral a l'Space Telescope Science Institute, el centre d'operacions del telescopi espacial Hubble, i després fou professor del departament d'Astronomia de la Universitat d'Illionis a Urbana-Champaign. Des del 2002 treballa al Space Telescope Science Institute. També treballa al Transiting Exoplanet Survey Satellite. Entre 2009-2010 fou científic visitant al Smithsonian Astrophysical Observatory i a l'Institut d'Astrofísica de París.

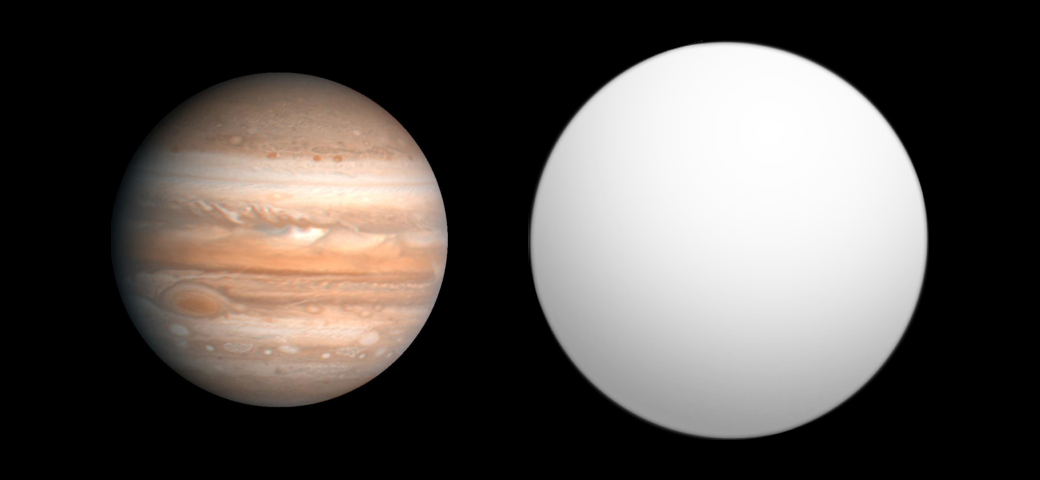
Comparació del planeta XO-1b amb Júpiter

McCullough és el fundador del projecte XO, que tenia per objectiu el descobriment de planetes extrasolars semblants a Júpiter mitjançant la seva detecció quan transiten davant d'una estrella molt brillant. En formaren part astrònoms tant professionals com afeccionats. Aquest projecte descobrí, entre el 2006 i el 2008, els exoplanetes XO-1b, XO-2b, XO-3b, XO-4b i XO-5b. L'equip emprat fou un telescopi situat a 3054 m d'altura sobre el nivell de la mar al puig Haleakala de l'illa de Maui, Hawaii, format per un conjunt de dos teleobjectius de 200 mm.